# Tramwaje w Ołomuńcu
Tramwaje w Ołomuńcu – system tramwajowy w piątym co do wielkości czeskim mieście, Ołomuńcu. System obsługuje Dopravní podnik města Olomouce (DPMO, pol. Przedsiębiorstwo Komunikacyjne miasta Ołomuńca). Tramwaje to jeden z dwóch, obok autobusów, rodzajów komunikacji miejskiej w Ołomuńcu.
DPMO obsługuje przewozy tramwajowe na 15 km torowisk, po których kursuje osiem linii oznaczonych numerami 1–7 oraz U. Linie obsługiwane są przez 66 pojazdów tramwajowych, w tym 48 niskopodłogowych. Ołomuniecka sieć tramwajowa jest najmniejszą w całych Czechach. Mimo to tramwaje stanowią podstawę komunikacji miejskiej w tym mieście.

## Historia

### Początki
Podobnie jak w wielu innych miastach, główną przyczyną powstania komunikacji tramwajowej w Ołomuńcu była konieczność połączenia centrum ze znacznie oddalonym dworcem kolejowym. Jeżdżące tą trasą od 1845 r. omnibusy stały się niewystarczające i zaczęto szukać bardziej wydajnego środka transportu. W latach 90. XIX w. zadecydowano o budowie linii tramwaju elektrycznego (wcześniej rozważano również tramwaje parowe) o rozstawie szyn 1435 mm.
Prace budowlane rozpoczęto w 1897 (wraz z rozbiórką murów miejskich), a zakończono dwa lata później. Uroczyste otwarcie dwóch linii (Dworzec – Górny Rynek (Horní náměstí) – Koszary artyleryjskie oraz Górny Rynek – Nowa Ulica) o łącznej długości 5,3 km nastąpiło 1 kwietnia 1899. Operatorem sieci była spółka Siemens & Halske. Obie linie były jednotorowe z mijankami, a przy dworcu kolejowym powstała pierwsza w Czechach pętla tramwajowa (pozostałe zakończenia tras pętli nie miały). W pierwszych latach funkcjonowania ołomunieckich tramwajów po mieście jeździło dziewięć wagonów silnikowych i cztery doczepne z wytwórni w Grazu.

### Pierwsza połowa XX w.

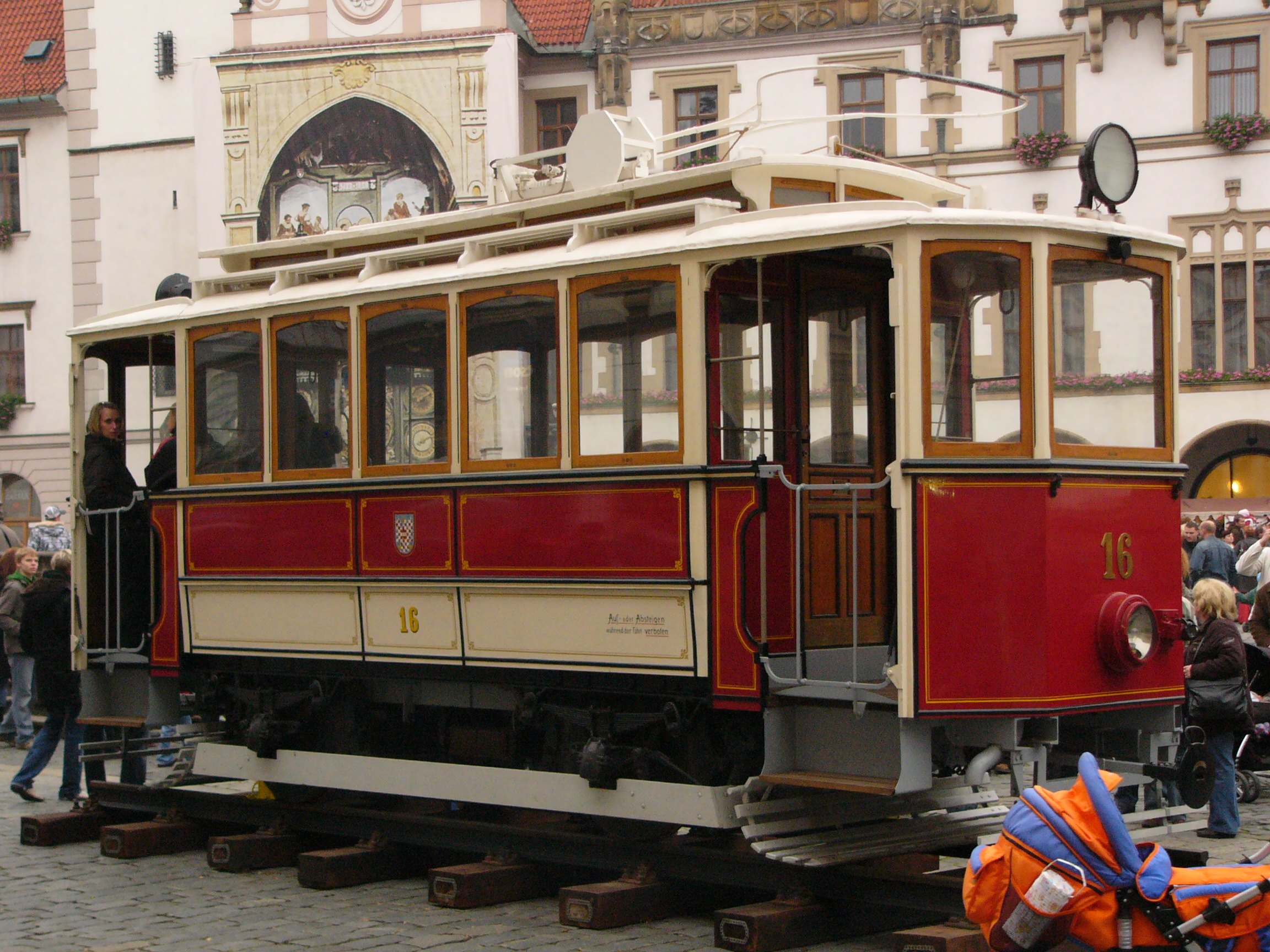
Oryginalny ołomuniecki tramwaj nr 16 z 1914 r. wyprodukowany w Studénce

W 1904 miasto wypowiedziało umowę prywatnemu przewoźnikowi i przejęło komunikację tramwajową. Nie doszło do zmian tras, ale za to znacznie zmienił się tabor. W tym okresie jeździły zarówno wagony silnikowe, jak i doczepne z odbierakami typu „lira”. Z czasem okazało się, że nowe tramwaje są zbyt ciężkie i mosty, po których biegną torowiska, mogą się zawalić, dlatego też musiały one zostać przebudowane, aby wytrzymać większy ciężar.
W okresie I wojny światowej wszystkie prace nad rozbudową i modernizacją sieci zostały wstrzymane (z wyjątkiem przedłużenia 3 października 1914 linii dworzec – koszary do cmentarza w Nerzedinie). Z tego powodu po zakończeniu wojny konieczne były liczne prace torowe.
W 1923 wprowadzono numerację linii:
1. Dworzec – Plac Żiżki (Žižkovo náměstí) – Górny Rynek (Horní náměstí) – Koszary artyleryjskie – Nerzedin, cmentarz
2. Górny Rynek – Sąd powiatowy – ul. Terezska – Nowa Ulica (szpital)

10 września 1932 linię nr 1 przedłużono do lotniska wojskowego w Nerzedinie. Była to pierwsza w Czechach, i jak dotąd jedyna, linia tramwajowa do lotniska, a jej budowa była częścią wielkiego, niezrealizowanego planu rozwoju komunikacji szynowej w Ołomuńcu. Kilka lat wcześniej, bo w 1927, powstały pierwsze trzy miejskie linie autobusowe. W 1940 położono drugi tor na głównym odcinku całej sieci – od dworca do Placu Żiżki. Przy przebudowie dalszego ciągu trasy w kierunku Górnego Rynku problemem była zbyt mała nośność mostu na Młyńskim Potoku (na dzisiejszej ul. 1 Maja), dlatego też pozostawiono tam tor pojedynczy. W 1945 most na Morawie między pl. Żiżki a dworcem został zniszczony. Ruch na tym odcinku zawieszono i przywrócono dopiero w 1948 r., kiedy wybudowano nowy, prowizoryczny, most drewniany, a następnie odbudowano stary.

### Druga połowa XX w.

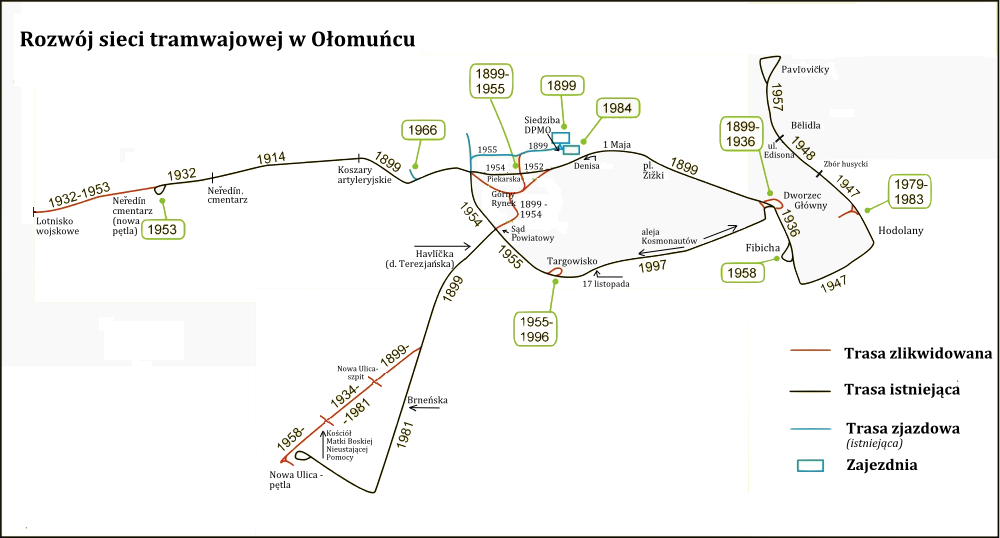
Historyczny rozwój ołomunieckiej sieci tramwajowej

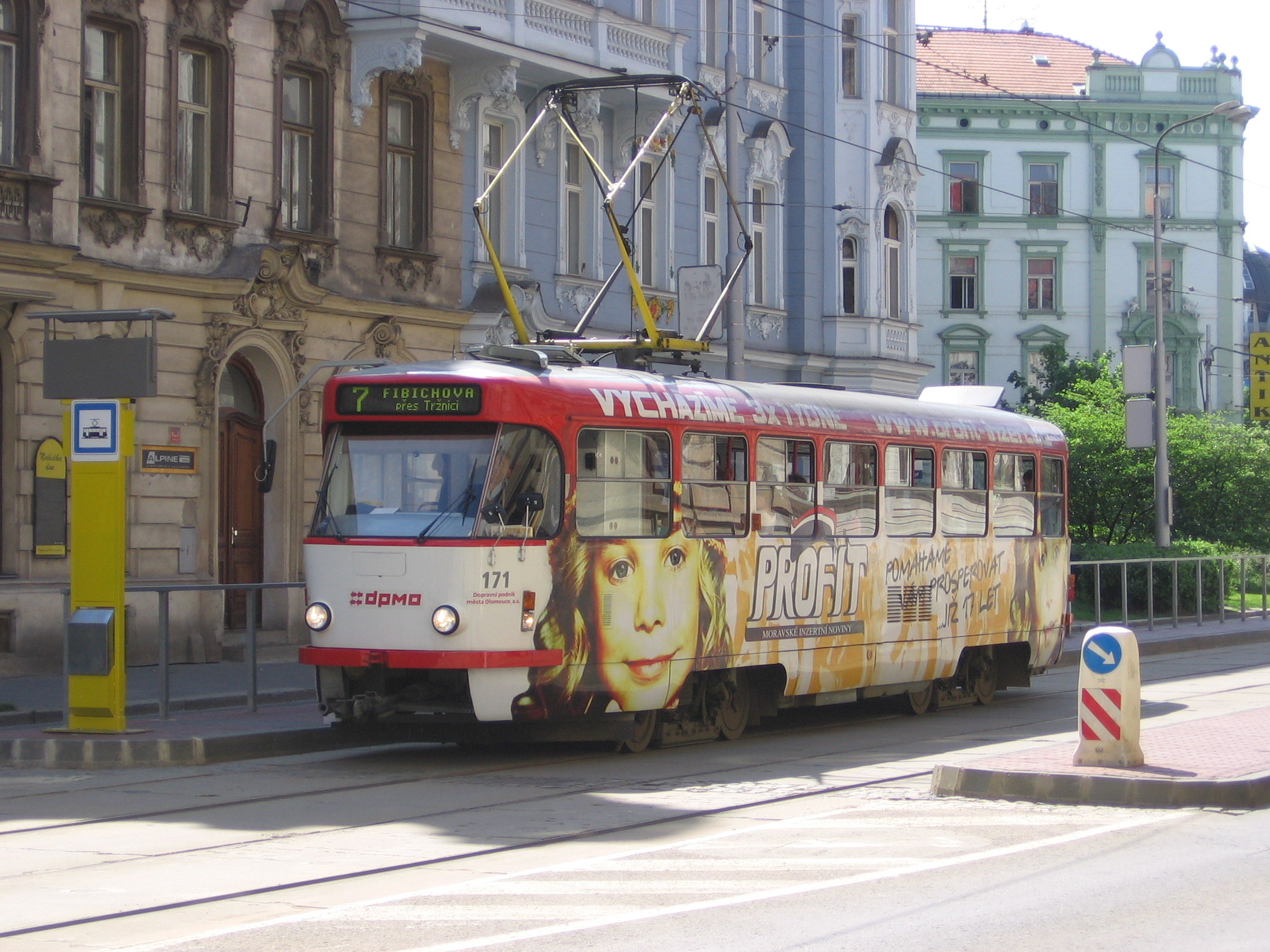
Tramwaj Tatra T3 na ul. Palackiego

W latach 1947–1948 zbudowano (w dwóch etapach) nową dwutorową trasę o długości 3185 m od dworca kolejowego do dzielnicy Bielidła. Jednocześnie zlikwidowano starą pętlę przy dworcu. W 1953 uznano za bezzasadne funkcjonowanie linii tramwajowej do lotniska wojskowego i trasę linii nr 1 skrócono do cmentarza w Nerzedinie. W 1954 r. tramwaje przestały kursować na Starym Mieście – zlikwidowano tory na Górnym Rynku (Horní náměstí) i innych ulicach starówki, przenosząc ruch tramwajowy na ul. Piekarską (Pěkařská), 8 Maja, pl. św. Maurycego (Mořické náměstí) i al. Wolności (třida Svobody). W 1955 r. zbudowano torowisko po al. Wolności od sądu powiatowego, gdzie odchodziła trasa w kierunku Nowej Ulicy, do targowiska nad Młyńskim Potokiem. Ponadto w latach 50. wszystkie dotychczas jednotorowe odcinki przebudowano na dwutorowe.
Na początku lat 60. zadecydowano o zastąpieniu pojazdów dwukierunkowych jednokierunkowymi. Wówczas nie wszystkie końcowe przystanki były w postaci pętli, dlatego konieczna była ich przebudowa. Udało się to wszędzie, z wyjątkiem Bielideł, gdzie było to technicznie niewykonalne. Postanowiono więc przedłużyć trasę aż do Pawłowiczek, gdzie tramwaj zawracał innymi ulicami (tzw. „pętla uliczna”). Eksploatację tej trasy próbnie rozpoczęto w grudniu 1957, a już od 1 stycznia 1958 kursowało tam sześć linii (wszystkie dotychczas kończące się przy dworcu). Ze względu na niskie potoki podróżnych w marcu 1958 około 500 m na południe od dworca oddano do użytku pętlę Fibichova, gdzie skrócono trzy (oznaczone numerami 1–3) z pięciu kursujących na Pawłowiczki linii.
W latach 1947–1967, z powodu coraz mniejszej liczby pojazdów tramwajowych, zakupiono dużą liczbę używanych wagonów z Pragi. W 1957 r. na ulice Ołomuńca wyjechały pierwsze tramwaje szybkobieżne – dziesięć Tatr T1. Na początku lat 60. tabor uzupełniło pięć tramwajów Tatra T2 (w tym pierwsze prototypy). W 1966 r. zakupiono pierwsze dziesięć wozów Tatra T3.
Pod koniec lat 60. pojawiły się głosy, aby przewozy tramwajowe całkowicie zastąpić autobusami. Przygotowano nawet projekt likwidacji trakcji tramwajowej, ostatecznie jednak go nie zrealizowano i Ołomuniec nie podzielił losu Uścia nad Łabą czy Czeskich Budziejowic. Sieci tramwajowej nie zlikwidowano, jednak przez następne lata była ona bardzo zaniedbywana. Tramwaje wróciły do łask dopiero w latach 80.

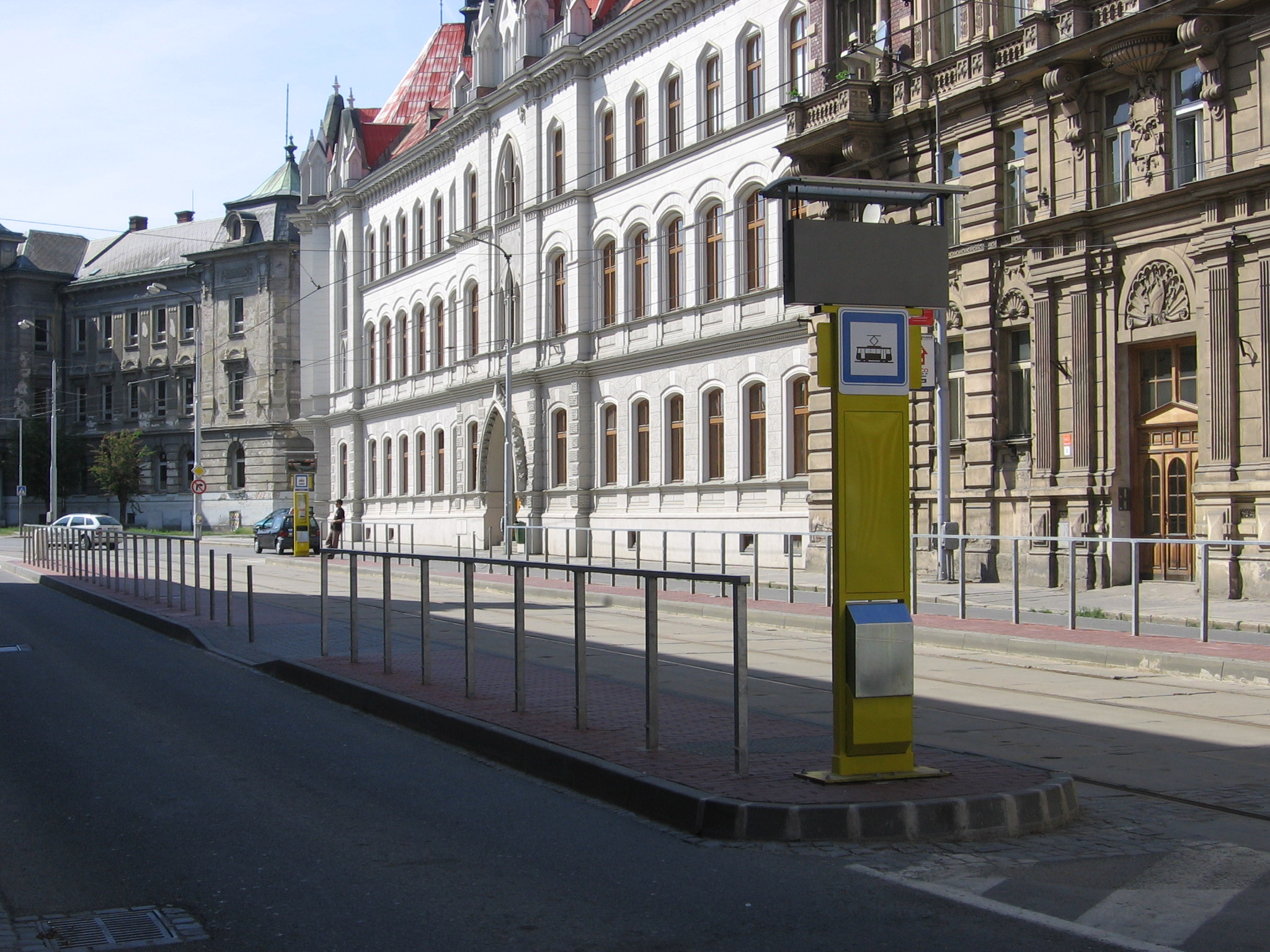
Przystanek tramwajowy na ul. Palackiego z elektroniczną tablicą informacyjną

W 1981 r. zmianie uległ kształt linii na Nową Ulicę – wraz z budową osiedla mieszkaniowego Powel ruch tramwajowy przeniesiono na przebiegającą przez nie dwupasmową ul. Brneńską (Brněnská) i dalej Graniczną (Hraniční) w pobliże starej pętli na ul. I. P. Pawłowa. Trzy lata później oddano do użytku łącznicę między torami tramwajowymi na ul. Hodolańskiej a linią kolejową w rejonie Dworca Głównego, która przestała być eksploatowana w latach 90. W 1984 r. w sąsiedztwie zajezdni tramwajowej przy ul. Garbarskiej (Koželužská), która stała się zbyt mała, zbudowano zespół bocznic mieszczący łącznie trzydzieści dziewięć pojazdów, zwany potocznie Rubikiem. Kolejnym ważnym wydarzeniem była przebudowa tzw. „wysokiego mostu” na ul. Towarowej (Tovární) i budowa przy tej samej ulicy nowego dworca autobusowego w 1986 r., a co za tym idzie zmiana przebiegu trasy tramwajów (z ul. Towarowej na Ostrawską). Zaczęto również unowocześniać tabor – zakupy zmodernizowanych tramwajów Tatra T3 (T3 SUCS, T3 M3, T3 R.P) pozwoliły na wycofanie w drugiej połowie lat 80. modeli T1 (1987) i T2 (1985).
W 1994 pojawił się w Ołomuńcu elektroniczny system informacji pasażerskiej (tablice informacyjne na przystankach wyświetlające m.in. rzeczywisty czas odjazdów autobusów i tramwajów). Rok później rozpoczęto kolejną wielką inwestycję – budowę torowiska od targowiska przy al. Wolności (třida Svobody) nad Młyńskim Potokiem przez al. 17 Listopada, dwujezdniową al. Kosmonautów (třida Kosmonautů) do Dworca Głównego. Odcinek o długości 1,8 km został otwarty 25 kwietnia 1997. 29 października 1998 rada miejska przyjęła nowy plan zagospodarowania przestrzennego, w którym uznano tramwaje za podstawę komunikacji miejskiej i zaplanowano dalszy rozwój sieci. W 1999 r. obchodzono stulecie ołomunieckich tramwajów. W tym samym roku pojawiły się w mieście pierwsze tramwaje niskopodłogowe – Škody 03 T.

### Wiek XXI

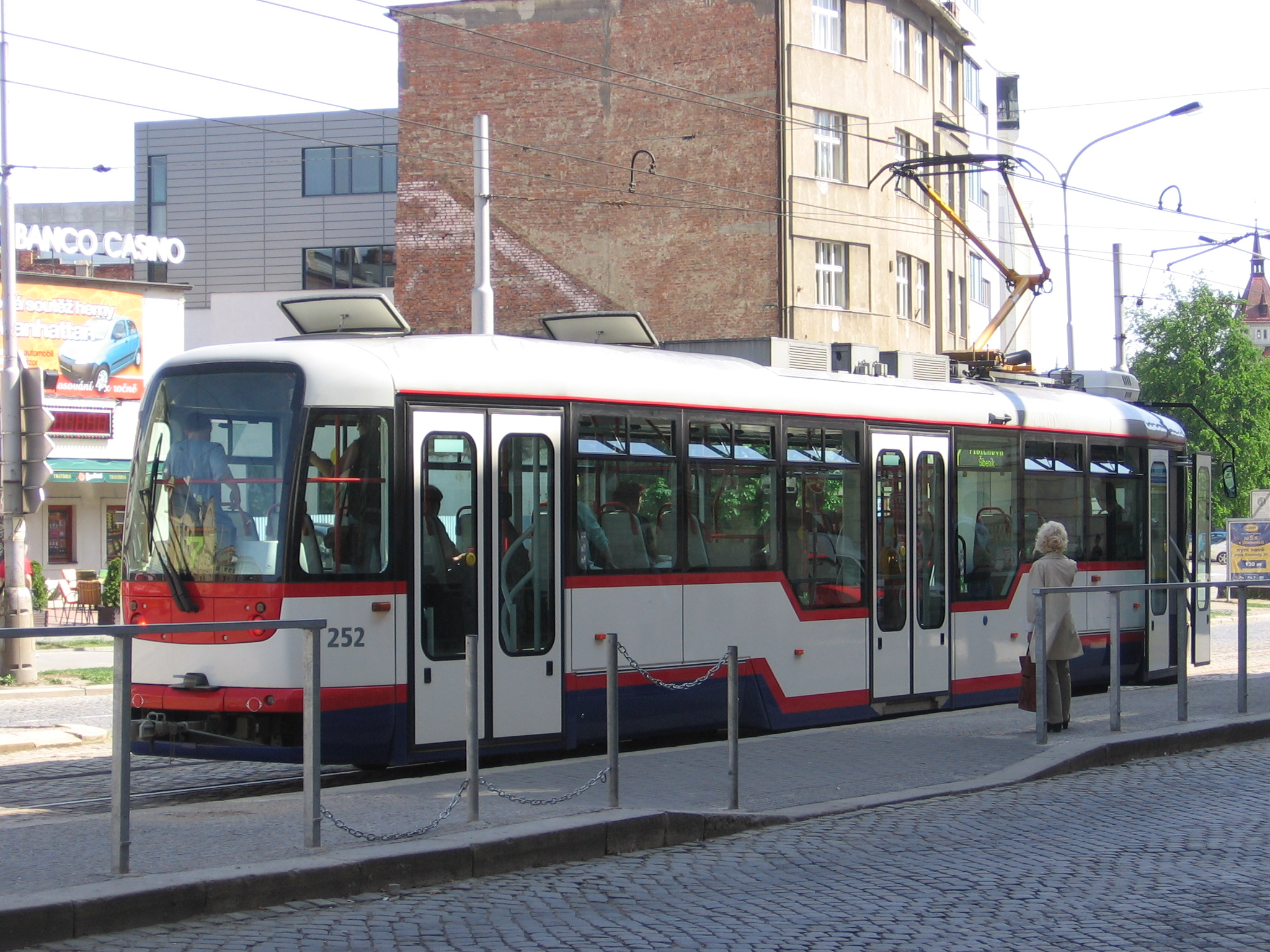
Tramwaj Vario LF na al. Wolności

W pierwszych latach XXI w. przebudowano plac przed Dworcem Głównym. W ramach prac m.in. przesunięto torowiska oraz przystanki tramwajowe. W 2006 r. zakupiono kolejne tramwaje niskopodłogowe – Inekon 01 Trio, które w następnych latach uzupełniły pojazdy Vario LF. Dziś plany co do zakupów nowych tramwajów ograniczają się już tylko do modelu Vario LF.
W 2007 r. przez kilka miesięcy zamknięta była trasa przez ul. Piekarską (Pěkařská) i Denisową. Powodem takiego stanu rzeczy była rewitalizacja tych śródmiejskich ulic, w ramach której m.in. wyciszono torowisko tramwajowe i wymieniono nawierzchnię kolejową. Koszt inwestycji wyniósł 105 mln koron, z czego 30 mln wydano na remont linii tramwajowej. 1 września 2007 zlikwidowano linię nr 5 wiodącą z Pawłowiczek do Nerzedina.

## Plany na przyszłość[1]
- zakup kolejnych tramwajów Vario LF (ze środków unijnych) i wycofanie pojazdów Tatra T3 (również zmodernizowanych) w latach 2010–2013
- budowa linii tramwajowej przez Powel na osiedle Nowe Sady (odnoga linii na Nową Ulicę) w latach 2010–2013
- budowa nowej zajezdni przy ul. Rolsberskiej (2013) i otwarcie w miejscu starej zajezdni muzeum komunikacji miejskiej (2015)
- budowa linii tramwajowej do dzielnicy Holice (2013)
- budowa linii tramwajowej na Tabulowy Wierch (2015)
- przedłużenie linii z Pawłowiczek do Chwałkowic (2015)

## Linie
W Ołomuńcu kursuje siedem linii tramwajowych oznaczonych numerami 1-7. Wszystkie linie są dwutorowe. Ołomuniecka sieć tramwajowa jest najmniejszą w całych Czechach, mimo to tramwaje stanowią podstawę komunikacji miejskiej w tym mieście.
Transport publiczny w stolicy północnych Moraw, w tym również tramwaje, wchodzi w skład Zintegrowanego Systemu Komunikacyjnego Kraju Ołomunieckiego (czes. Integrovaný Dopravní System Olomouckého Kraje, IDSOK). Jest on podzielony na ponad sto stref taryfowych. Obszar miasta wchodzi w skład strefy nr 71.
Stan z 13 grudnia 2022 r.:
| Linia | Trasa |
| ----- | --- |
|       | Fibichova ↔ Nová Ulice Hlavní nádraží – Vejdovského – Envelopa – Tržnice – Okresní soud – Výstaviště Flora – Wolkerova – Fakultní nemocnice – Pionýrská |
|       | Fibichova ↔ Neředín, krematorium Hlavní nádraží – U Bystřičky – Žižkovo nám. – U Dómu – Nám. Republiky – U Sv. Mořice – Palackého – Nádraží město – Šibeník – Pražská – U Kovárny – Hřbitovy |
|       | Fibichova ↔ U Kapličky Hlavní nádraží – U Bystřičky – Žižkovo nám. – U Dómu – Nám. Republiky – U Sv. Mořice – Náměstí Hrdinů – Okresní soud – Tržnice – Šantovka – V Kotlině – Trnkova – Zikova – Rožňavská                                                                                      |
|       | Pavlovičky ↔ Nová Ulice Pavlovická – Bělidla – Husův sbor – Hodolanská – Aut. nádraží podchod – Fibichova – Hlavní nádraží – U Bystřičky – Žižkovo nám. – U Dómu – Nám. Republiky – U Sv. Mořice – Náměstí Hrdinů – Okresní soud – Výstaviště Flora – Wolkerova – Fakultní nemocnice – Pionýrská |
|       | Fibichova ↔ U Kapličky Hlavní nádraží – Vejdovského – Envelopa – Šantovka – V Kotlině – Trnkova – Zikova – Rožňavská |
|       | Fibichova ↔ Nová Ulice Hlavní nádraží – U Bystřičky – Žižkovo nám. – U Dómu – Nám. Republiky – U Sv. Mořice – Náměstí Hrdinů – Okresní soud – Výstaviště Flora – Wolkerova – Fakultní nemocnice – Pionýrská                                                                                      |
|       | Fibichova ↔ Neředín, krematorium Hlavní nádraží – Vejdovského – Envelopa – Tržnice – Okresní soud – Náměstí Hrdinů – Palackého – Nádraží město – Šibeník – Pražská – U Kovárny – Hřbitovy |

## Zajezdnia

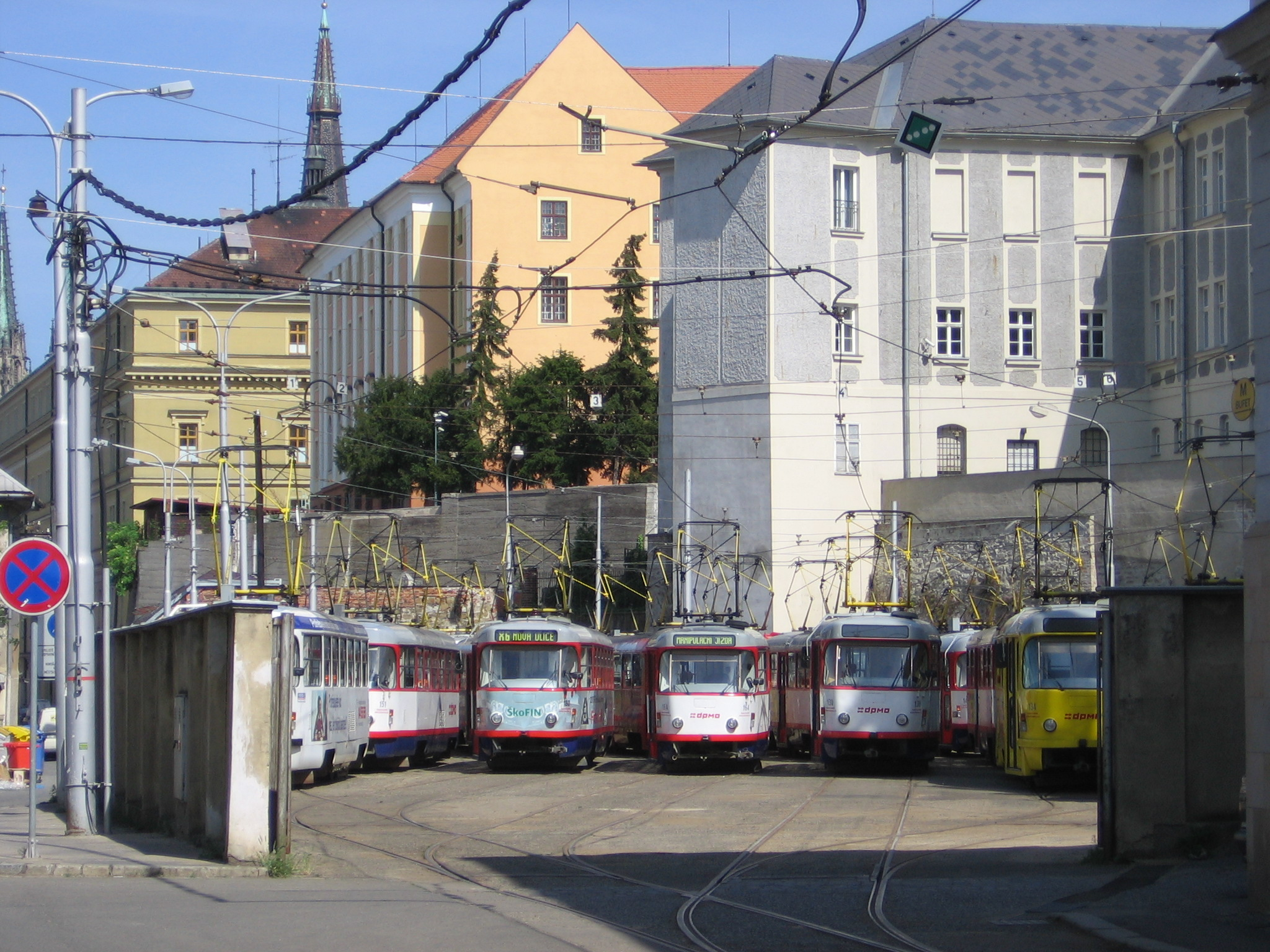
Widok na Rubik – zespół torów odstawczych będący uzupełnieniem zajezdni przy ul. Kożeluskiej

W Ołomuńcu istnieje jedna zajezdnia tramwajowa. Znajduje się przy ul. Garbarskiej (Koželužská) w ścisłym centrum, na północ od Starego Miasta (powstała w 1899). Planowana jest budowa nowej zajezdni przy ul. Rolsberskiej i otwarcie w 2015 – a na terenie starej zajezdni – muzeum komunikacji miejskiej.
W sąsiedztwie zajezdni przy Garbarskiej istnieje oddany do użytku w 1984 r. zespół torów odstawczych (tzw. Rubik), który może pomieścić trzydzieści dziewięć tramwajów. Rubik powstał ze względu na zbyt małą pojemność zajezdni.

## Tabor
Dopravní podnik města Olomouce ma do dyspozycji 66 pojazdów tramwajowych, w tym 48 niskopodłogowych:
| Zdjęcie        | Typ             | Modyfikacje i podtypy             | Liczba |
| -------------- | --------------- | --------------------------------- | ------ |
| Tatra T3R.P    | Tatra T3        | Tatra T3R.P                       | 18     |
| Škoda 03T      | Škoda 03T       | Škoda 03T (obchodní název Astra)  | 3      |
| Inekon 01 Trio | Inekon 01 Trio  | Inekon 01 Trio                    | 3      |
| VarioLF.E      | Vario LF        | VarioLF.E, VarioLFR.E, VarioLFR.S | 20     |
| VarioLF plus/o | Vario LF plus/o | VarioLF plus/o                    | 14     |
| EVO1           | EVO1            | EVO1, EVO1/o                      | 9      |

Ponadto DPMO ma trzy historyczne pojazdy tramwajowe – nr 16 z 1914 r. przechowywany w Muzeum Technicznym w Brnie, nr 223 z 1930 r. pochodzący z Pragi i wagon doczepny nr 99 z 1950 r. pochodzący z Ostrawy.